# نییرواشواری
نییرواشواری (به مجاری:  Nyírvasvári) یک منطقهٔ مسکونی در مجارستان است که در سابولچ-ساتمار-برگ واقع شده‌است. نییرواشواری ۲۸٫۴۳ کیلومتر مربع مساحت و ۱٬۹۶۴ نفر جمعیت دارد.